# Ptychadena retropunctata
Ptychadena retropunctata är en groddjursart som först beskrevs av Angel 1949.  Ptychadena retropunctata ingår i släktet Ptychadena och familjen Ptychadenidae. IUCN kategoriserar arten globalt som otillräckligt studerad. Inga underarter finns listade i Catalogue of Life.